# Arcabuco
Arcabuco è un comune della Colombia facente parte del dipartimento di Boyacá.
Il centro abitato venne fondato da Celedonio Umaña e Leopoldo Rodríguez nel 1856.